# دوازده حواری (ویکتوریا)
دوازده حواری یا دوازده فرستاده (انگلیسی: The Twelve Apostles) مجموعه‌ای از صخره‌های دریایی آهکی در ساحل پارک ملی پورت کمبل در جاده بزرگ اقیانوسی در ایالت ویکتوریای استرالیا است.
تعداد هفت صخره از دوازده حواری باقی مانده است. صخره هشتم در ژوئیه سال ۲۰۰۵ فرو ریخت؛ با این حال نام دوازه حواری همچنان بر روی آنها باقی مانده و این صخره‌ها یکی از جاذبه‌های گردشگری مهم استرالیا به‌شمار می‌روند.